# Matija Dedić
Matija Dedić (* 2. März 1973 in Zagreb; † 8. Juni 2025 ebenda) war ein kroatischer Jazzmusiker (Piano, Komposition).

## Leben und Wirken
Dedić war der Sohn von Arsen Dedić und Gabi Novak. Als Fünfjähriger erhielt er klassischen Klavierunterricht. Zunächst absolvierte er die Vatroslav-Lisinski-Musikschule in Zagreb; später studierte er an der Jazzabteilung der Musikhochschule Graz bei Harald Neuwirth bis zum Diplom. 1997 kehrte er nach Zagreb zurück.
Dedić trat in Orchestern und Combos auf sowie mit Musikern wie Boško Petrović, Alvin Queen, Martin Drew, Mark Murphy, Patrizia Conte, David Gazarov, Gianni Basso, Miles Griffith, Önder Focan, Jean-Louis Rassinfosse, Anca Parghel, Niels-Henning Ørsted Pedersen, Tamara Obrovac und anderen. Er wirkte als Solopianist und arbeitete mit Natali Dizdar und weiteren Musikern diverser Stilrichtungen auch als Studiomusiker zusammen. Zudem gehörte Dedić zum Ladislav Fidri Quintett, der Gruppe New Tribe sowie zum Boilers Quartett, mit welchem er drei Alben aufgenommen hat. 
1998 gründete er ein eigenes Trio, mit welchem er auch international auftrat (gelegentlich auch mit Gabi Novak).
Gemeinsam mit Boško Petrović und den Boilers All Stars spielte er das Album That’s It ein. Unter eigenem Namen veröffentlichte er über zehn Alben. 2015 legte er mit  Matija Svira Arsena ein Tributalbum für seinen Vater vor, das die kroatischen Charts 2016 mehrfach anführte. Er ist mehrfacher Träger des Porin-Preises und wurde als bester Jazzpianist Kroatiens ausgezeichnet.
Dedić starb am 8. Juni 2025 im Alter von 52 Jahren in seiner Heimatstadt Zagreb.

## Diskographische Hinweise
- Octopussy (Croatia Records 1998)
- Mr. K.K. (Dancing Bear 1999)
- Solo/Part 1 (Cantus Records 2000)
- Handwriting (Cantus Records 2001)
- Tempera (Dallas Records 2002)
- Kontesa (Cantus Records 2010)
- Larry Grenadier, Matija Dedić, Jeff Ballard From the Beginning (Dallas Records 2010)
- Scott Colley / Matija Dedić / Antonio Sánchez Sentiana (Blue Bamboo 2014)
- Matija svira Arsena (2015, Platz 1 in Kroatien)
- Ladies (2021, Platz 1 in Kroatien)